# 圣塞瓦斯蒂安水族馆
圣塞瓦斯蒂安水族馆是一座位于西班牙北部巴斯克自治区吉普斯夸省圣塞瓦斯蒂安市的水族馆。

## 历史
圣塞瓦斯蒂安水族馆最早可以追溯到1914年在该市举办的大型展览会。后来在吉普斯夸省海洋学会的倡议下，水族馆的建设被提上日程。1925年开始施工，三年后的1928年对公众开放。1998年完成扩建，总水箱容积超过1800立方米。